# Geodezică

Liniile curbe AB, BC și CA de pe sferă sunt arce de sferă, deci geodezice, alcătuind un triunghi curbiliniu sau geodezic.

În matematică O geodezică (plural, geodezice) este o generalizare a noțiunii de linie dreaptă într-un spațiu curbiliniu. În cazul metricii euclidiene, geodezicele sunt definite prin a fi drumul cel mai scurt local între două puncte din spațiu. În prezența unor legături afine, geodezicele sunt definite ca fiind curbe ale căror vectori tangenți rămân paraleli dacă mișcarea este una de translație.
Termenul "geodezic" provine de la geodezie, știința măsurării formei și dimensiunilor Pământului. În sensul originar, o geodezică era cea mai scurtă distanță dintre două puncte de pe suprafața planetei noastre, mai exact un segment dintr-o curbă care este, la maximum, un cerc complet. Termenul a fost generalizat pentru a acoperi măsurători în spații matematice mult mai generalizate. Spre exemplificare, în teoria grafurilor, se pot considera geodezice între două noduri ale unui graf.
Geodezicele prezintă o importanță deosebită în teoria relativității generalizate, întrucât descrierea mișcării inerțiale a particulelor supuse testării se folosește de noțiunea de geodezică.
.